# Yle Fem
Yle Fem (Yle Cinq en suédois) est une chaîne du groupe de télévision publique finlandaise Yle. Elle fut lancée le 27 août 2001 à l'occasion du lancement en Finlande de la télévision numérique terrestre, sous le nom de YLE FST5 (pour Finlands Svenska Television), puis fut rebaptisée Yle Fem le 4 mars 2012.
S'adressant à la minorité suédophone de Finlande, elle diffuse principalement des programmes de fiction, de divertissement et de débat en langue suédoise ainsi que son propre journal télévisé, TV-Nytt.
Depuis septembre 2011, elle relaie les programmes de la chaîne suédoise SVT World sur certaines tranches horaires.
Elle est disponible en HD depuis le 24 janvier 2014 sur la télévision numérique terrestre finlandaise, sur le câble et sur la télévision sur IP.
Dans un but économique, YLE Fem est fusionnée avec YLE Teema le 24 février 2017. Les deux chaînes se partageant alternativement le même canal depuis.